# Pinanga sylvestris
Pinanga sylvestris là loài thực vật có hoa thuộc họ Arecaceae. Loài này được (Lour.) Hodel miêu tả khoa học đầu tiên năm 1998.